# Karakaczanie

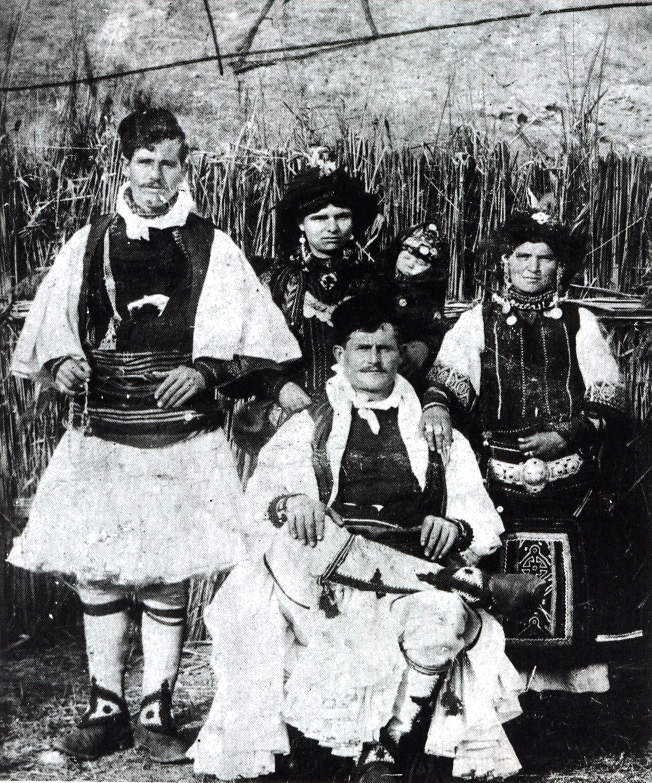
Karakaczanie z Tracji, mężczyźni ubrani w tradycyjne fustanele; 1938 rok.

Karakaczanie (gr. Σαρακατσάνοι, bułg. каракачани, ang. Sarakatsani) – tradycyjna społeczność bałkańska trudniąca się przez wieki pasterstwem transhumancyjnym.
Historycznym centrum wypasów Karakaczanów był Epir, głównie region gór Pindos, natomiast zimowe leże znajdowały się nad wybrzeżem Morza Egejskiego.
Karakaczanie mówią archaicznym północnym dialektem języka greckiego charakteryzującym się elementami greki antycznej, niewystępującymi w grece współczesnej.
Obecnie grupa ta jest zupełnie zmarginalizowana, praktycznie zasymilowana i jako etnos wchłonięta w XX w. do współczesnego narodu greckiego: tradycyjne pieśni, elementy stroju, wyrażenia gwarowe i inne elementy kultury materialnej i niematerialnej stały się greckim dziedzictwem narodowym.

## Pochodzenie
Jest wiele teorii tłumaczących pochodzenie Karakaczanów. Według greckiej racji stanu są to potomkowie Dorów zasiedlających te tereny od czasów antycznych. Natomiast w Bułgarii forsowana jest teoria, zgodnie z którą Karakaczanie są potomkami zhellenizowanych Traków, podobnie jak inne „archaiczne” społeczności: Wołosi, Kucowołosi, które poprzez izolację w regionach górskich nie uległy slawizacji.

## Pasterstwo
Karakaczanie tradycyjnie spędzali miesiące zimowe na nizinach nadmorskich we wioskach (głównie nad Morzem Egejskim), natomiast w sezonie letnim wypasali owce na górskich halach.
Wędrówka na górskie pastwiska rozpoczynała się w dniu św. Jerzego (26 kwietnia), a wypas kończony był w dniu św. Demetriusza (26 października), kalendarz ten był ściśle przestrzegany.

## Historia, kontrowersje

### Pochodzenie nazwy
Nazwa pochodzi być może od tureckiego słowa karakaçan/kırkaçan co oznacza „ci, którzy odchodzą z terenów nieuprawnych”, ew. pochodzić może z języka arumuńskiego sarac-tsani, co oznacza „biedak”. Po raz pierwszy odnotowano nazwę w XVIII w. i od tego czasu jest ona ciągle przedmiotem sporów.
Zasadniczo jeszcze w XIX wieku społeczności Karakaczanów były słabo lub w ogóle nieodróżnialne od pozostałych społeczności transhumancyjnych, przede wszystkim od Wołochów.

### Karakaczanie w Bułgarii
Według spisu powszechnego w 2001 w Bułgarii mieszka 4107 osób które identyfikują się z tą grupą etniczną, przy czym w spisie tym uczyniono rozróżnienie pomiędzy Karakaczanami a Grekami (jako mniejszość narodowa). Według lokalnych organizacji mniejszości etnicznych na początku XXI w. w Bułgarii mieszka więcej niż 20 tys. Karakaczanów.
Zdaniem włoskiego antropologa Pizzicaro, który przeprowadzał badania in situ obecnie Karakaczanie w Bułgarii nie autoidentyfikują się jako Grecy. Jednakże część młodych ludzi migruje do Grecji w celach zarobkowych, czemu sprzyjało niegdyś posiadanie stałej wizy wjazdowej (np. ok. 500 osób ze wsi Kokowo mieszka w Grecji). Obecnie po wejściu Bułgarii do Unii Europejskiej kontakty społeczności Karakaczanów z Grecją nie są już w zasadzie niczym ograniczone, co skłania do refleksji, iż ostatecznie jednak ta grupa etniczna utożsami się niebawem z narodem greckim.

## Literatura
- J.K. Campbell, Honour, Family, and Patronage: A Study of Institutions and Moral Values in a Greek Mountain Community, Oxford, 1964. ISBN 0-19-519756-9.
- Kavadias, G. 1965. Pasteurs-Nomades Mediterranéens: Les Saracatsans de Grèce. Paris: Gauthier-Villars.
- Patrick Leigh Fermor, Roumeli – Travels in Northern Greece – London 1966 (for more on Sarakatsanoi see the whole chapter I „The Black Departers”).
- A. Beuermann, Formen der Fernweiderwirtschaft (Transhumanz-Almwirtschaft-Nomadismus). Verhandlung des Deutsches Geographentages, Vol.32; 277-90, 1960.
- Sarah Wheler, An Island Apart, Abacus Press, London, 1992.